# SSPW女子タッグ王座
SSPW女子タッグ王座（エス・エス・ピー・ダブリューじょしタッグおうざ）は、ストロングスタイルプロレスが管理、認定している王座。

## 歴史
2023年12月7日、ストロングスタイルプロレス後楽園ホール大会で行われた初代王座決定タッグトーナメントに優勝したジャガー横田&藪下めぐみ組が初代王者になった。

## 歴代王者
| 歴代 | タッグチーム            | 戴冠回数 | 防衛回数 | 獲得日付      | 獲得場所 （対戦相手・その他）          |
| ---- | ----------------------- | -------- | -------- | ------------- | -------------------------------------- |
| 初代 | ジャガー横田&藪下めぐみ | 1        | 3        | 2023年12月7日 | 後楽園ホール 梅咲遥&タイガー・クイーン |